# Гемін
Гемін (рос. гемин, англ. hemin) — хлорид гема, в якому атом Fe окиснений до Fe+3, хлоро-(порфіринато)ферум(ІІІ)комплекс. Його можна розглядати як похідне гемоглобіну, що утворилось в результаті видалення органічної його частини з наступним окисненням атома Fe та взаємодією з HCl.